# Cantieri Aeronautici e Navali Triestini
CANT (итал. Cantieri Aeronautici e Navali Triestini, буквально — «Авиационный и судостроительный завод Триеста») — итальянская компания, первоначально специализировавшаяся на судостроении, а с 1923 года выпускавшая гидросамолёты, а позже и бомбардировщики для нужд Военно-морских и воздушных сил Королевства Италии. Фактически как авиастроительная прекратила свою деятельность в 1944 году.

## История

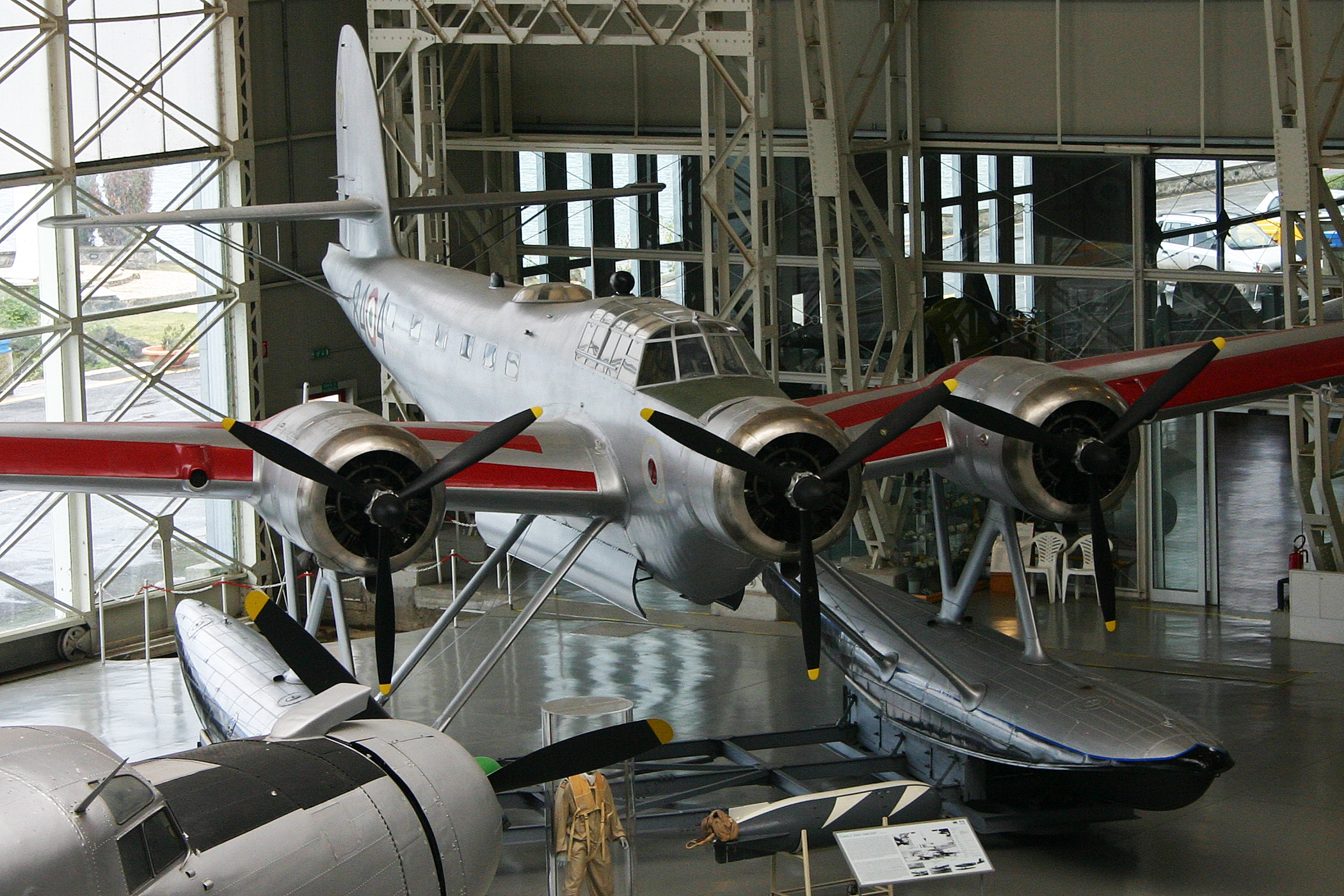
CANT Z.506 Airone

В 1921 году семья Козулих из бывшего австро-венгерского города Триеста, только что отошедшего Италии по решению Сен-Жерменского договора 1919 года, как владелец судостроительной компании Cantiere Navale Triestino (CNT) решила войти в авиационный бизнес, создав авиастроительное подразделение Cantieri Aeronautici e Navali Triestini (CANT). Активно занимаясь судоходством и судостроением, семья следовала той же схеме, сначала создав службу воздушного такси (SISA) в 1921 году, а затем и мастерскую гидросамолётов в Монфальконе (на существующей верфи) в 1923 году. Первый успешный проект — летающая лодка-биплан CANT 6, предназначенная для выполнения функций бомбардировщика — был построен в 1925 году. SISA готовила пилотов гидропланов для Regia Aeronautica (ВВС Италии), используя модели CANT 7 и 18. С 1926 года она начала также оказывать авиационные услуги, используя модели 10 и 22. Главным конструктором фирмы стал Раффаэле Конфлетти.

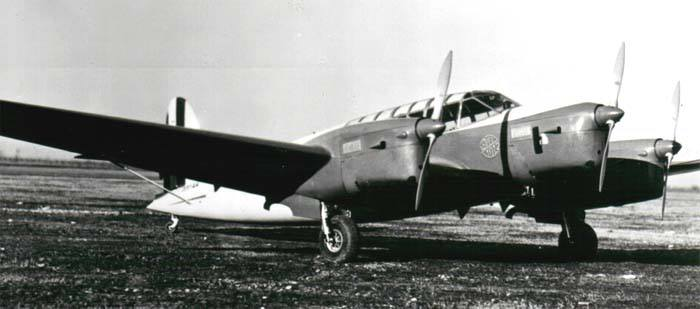
CANT Z.1012

В 1930 году фирма CNT объединилась с другими судоверфями, чтобы сформировать объединение C.D.R.A (итал. Cantieri Riuniti dell'Adriatico — «Объединённые верфи Адриатики»), но самолёты фирмы продолжали использовать марку CANT. В 1933 году C.D.R.A была приобретена государственным конгломератом по реконструкции промышленности, созданным режимом Муссолини для спасения промышленных компаний от последствий Великой депрессии. Маршал авиации Итало Бальбо убедил конструктора Филиппо Цаппата взять компанию под свой контроль, а заодно и сотрудничать с Луи Блерио, известным французским авиастроителем того времени.

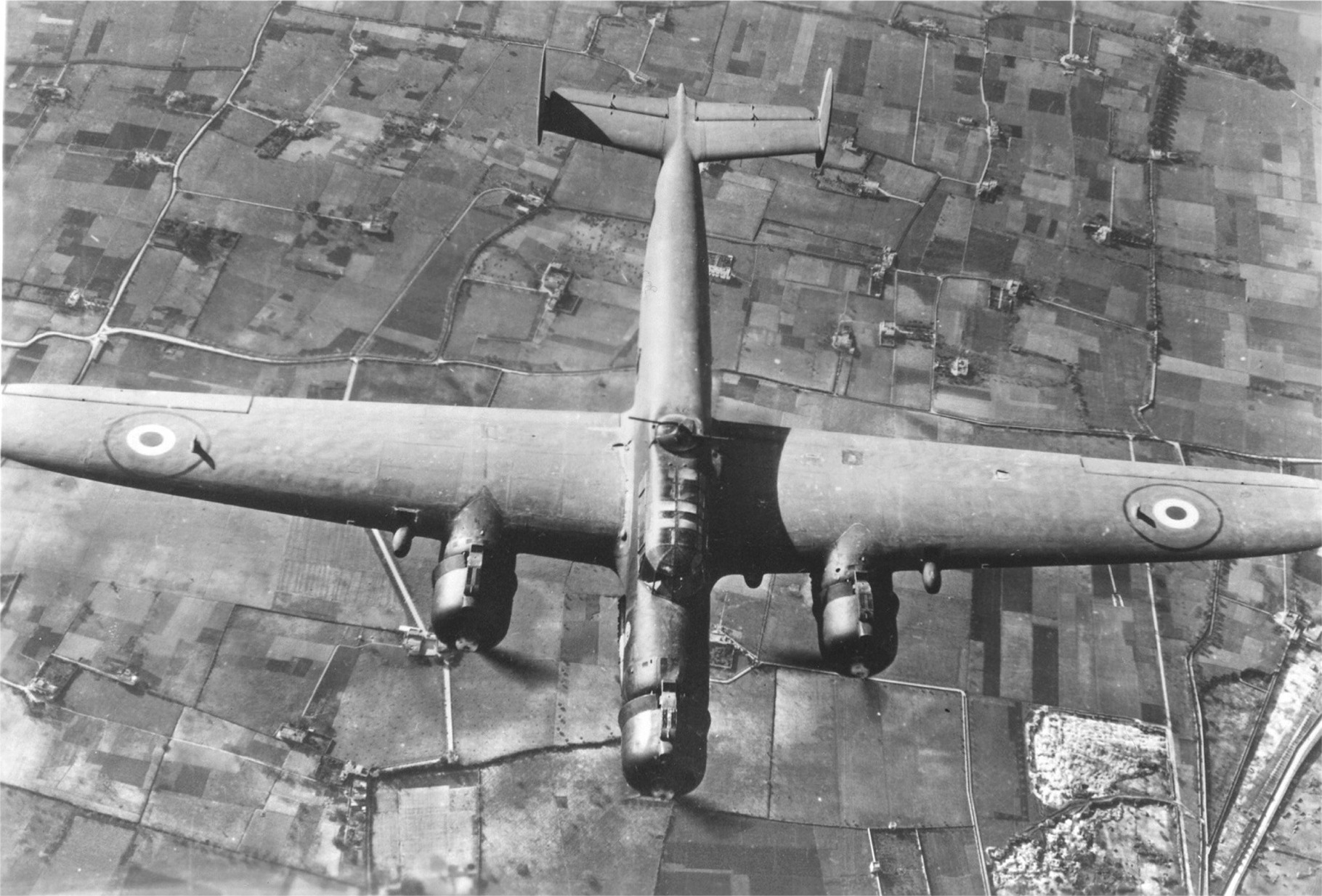
CANT Z.1007 Alcione

В последующие девять лет фирмой CANT под государственным контролем было создано 18 новых типов самолётов, которые побили 40 мировых рекордов. Были также основаны завод самолётов наземного базирования, испытательный отдел и аэродром. Рабочая сила компании возросла с 350 до 5000 человек. Появились новые модели гидросамолётов — CANT Z. 501 (1934) и Z. 506 (1935), а также бомбардировщики Z. 1007 Alcione («Зимородок», 1937). Эти самолёты строились из дерева, но Цаппата расценивал деревянные самолёты как временную необходимость, и его новые проекты были задуманы с цельнометаллической конструкцией, в том числе модель Z.1018 (средний бомбардировщик), Z. 511 (четырёхмоторный пассажирский гидросамолёт, впоследствии — военный транспорт) и Z. 515 (гидросамолёт, создававшийся для выполнения функций разведчика и бомбардировщика).
В 1939 году Цаппата начал переговоры с фирмой Breda, в состав которой CANT вошла в 1942 году. Кроме того, нарастали военные потребности в материалах, прежде всего в металле, которого стало не хватать. Перспективы создания новых моделей самолётов в условиях войны уже не могло быть. Последовавшая за этим немецкая оккупация Италии и бомбардировочные рейды ВВС США в марте-апреле 1944 года остановили всё производство, и только судоверфь была восстановлена после войны.

## Самолёты CANT
- CANT 6
- CANT 7
- CANT 10
- CANT 18
- CANT 22
- CANT 25
- CANT 26
- CANT 36
- CANT Z.501 Gabbiano
- CANT Z.506 Airone
- CANT Z.508
- CANT Z.509
- CANT Z.511
- CANT Z.515
- CANT Z.1007 Alcione
- CANT Z.1010
- CANT Z.1011
- CANT Z.1012
- CANT Z.1018